# Jubelklänge
Jubelklänge (Op. 70) también conocida como Jubelklänge Marsch es una marcha militar alemana compuesta en 1926 por Ernst Uebel. 
Debido a su armoniosa melodía esta marcha forma parte del programa regular de la literatura de marcha de alto nivel y es tocado por múltiples orquestas y bandas de música militar.
Esta marcha fue entonada durante la ceremonias de coronación de Isabel II en 1953 en Londres. También fue entonada en los Juegos Olímpicos de Invierno de 1972 en Sapporo, entre otros.
No se debe confundir con el vals menos conocido Österreichische Jubelklänge (Op. 179) de Johann Strauss (padre).